# Urruña
Urruña (en francès i oficialment Urrugne) és un municipi d'Iparralde al territori de Lapurdi, que pertany administrativament al departament dels Pirineus Atlàntics (regió de la Nova Aquitània).
Urruña limita al nord amb el mar Cantàbric, a l'oest amb les comunes d'Hendaia i Biriatu, a l'est amb Ziburu i Azkaine, i al sud fa frontera amb el municipi de Bera, de la Comunitat Foral de Navarra.

## Demografia
| 1901  | 1962  | 1968  | 1975  | 1982  | 1990  | 1999  |
| ----- | ----- | ----- | ----- | ----- | ----- | ----- |
| 3 003 | 3 922 | 4 245 | 4 571 | 4 894 | 6 098 | 7 043 |
|       |       |       |       |       |       |       |